# ووآسکو
ووآسکو (به اسپانیایی: Huasco) یک شهرستان در شیلی است که در ووآزکو واقع شده‌است. ووآسکو ۱٬۶۰۱٫۴ کیلومتر مربع مساحت و ۸٬۹۷۷ نفر جمعیت دارد و ۳۰ متر بالاتر از سطح دریا واقع شده‌است.